# Cyathea felina
Cyathea felina är en ormbunkeart som först beskrevs av William Roxburgh, och fick sitt nu gällande namn av Conrad Vernon Morton. Cyathea felina ingår i släktet Cyathea och familjen Cyatheaceae. Inga underarter finns listade.